# 鍾國強 (編導)
鍾國強，別號「高佬」，1990年代加入香港無線電視時任職攝影師，後轉任編導。作品包括：《創世紀》、《衝上雲霄》（系列）等。
偶爾亦有客串幕前擔任配角角色而引起觀眾留意。前任女友是同為無綫電視的演員郭少芸
。

## 編導列表

### 電視劇（無綫電視）
- 1995年：《O記實錄》
- 1996年：《天地男兒》
- 1997年：《樂壇插班生》
- 1998年：《鑑證實錄》
- 1998年：《天地豪情》
- 1998年：《妙手仁心》
- 1999年：《先生貴性》
- 1999年：《鑑證實錄II》
- 1999至2000年：《創世紀》
- 2002年：《法網伊人》
- 2003年：《衝上雲霄》
- 2004年：《足秤老婆八両夫》
- 2004年：《一屋兩家三姓人》
- 2005年：《本草藥王》
- 2005年：《學警雄心》
- 2006年：《賭場風雲》
- 2006年：《女人唔易做》
- 2008年：《師奶股神》
- 2009年：《老婆大人II》
- 2009年：《蔡鍔與小鳳仙》
- 2009年：《巴不得爸爸...》
- 2011年：《怒火街頭》
- 2011年：《魚躍在花見》
- 2011年：《潛行狙擊》
- 2012年：《怒火街頭2》
- 2012年：《缺宅男女》
- 2012年：《雷霆掃毒》
- 2013年：《衝上雲霄II》
- 2014年：《女人俱樂部》
- 2014年：《再戰明天》
- 2015年：《四個女仔三個BAR》
- 2015年：《倩女喜相逢》
- 2016年：《殭》
- 2016年：《城寨英雄》
- 2016年：《幕後玩家》
- 2017年：《同盟》、《誇世代》
- 2019年：《十二傳說》
- 2020年：《殺手》
- 2021年：《七公主》
- 2023年：《新四十二章》

## 演出列表

### 電視劇（無綫電視）
- 1999-2000年：《創世紀》飾 司機阿忠
- 2002年：《衝上雲霄》 飾 Solar Airway機師高佬
- 2002年：《法網伊人》 飾 LC
- 2013年：《衝上雲霄II》飾 民航署職員兼PPP導師高佬

## 註解
1. ↑  .[永久]
2. ↑  .   [2013-08-24]. （原始内容存档于2013-08-12）.
3. ↑  .   [2013-08-24]. （原始内容存档于2015-07-21）.
4. ↑  .   [2013-08-24]. （原始内容存档于2012-07-29）.
5. ↑  .   [2013-08-24]. （原始内容存档于2012-08-18）.